# کورنیفکا (شهرستان استرلیباشفسکی، باشقیرستان)
کورنیفکا (انگلیسی: Korneyevka, Sterlibashevsky District, Republic of Bashkortostan) یک شهرک در شهرستان استرلیباشفسکی استان باشقیرستان کشور روسیه است.